# جاي كلايتون
جاي كلايتون (بالإنجليزية: Jay Clayton)‏ هي مغنية وملحنة أمريكية، ولدت في 28 أكتوبر 1941 في يونغزتاون في الولايات المتحدة.

## وصلات خارجية
- جاي كلايتون على موقع ميوزك برينز (الإنجليزية)
- جاي كلايتون على موقع أول ميوزيك (الإنجليزية)
- جاي كلايتون على موقع ديسكوغز (الإنجليزية)